# Cabocla (telenovela 2004)
Cabocla è una telenovela brasiliana prodotta da TV Globo, che l'ha mandata in onda per la prima volta nel 2004. Si tratta della terza telenovela basata sul romanzo omonimo di Ribeiro Couto. Come nella versione del 1979, Fiore Selvaggio, la sceneggiatura si deve a Benedito Ruy Barbosa, supportato però stavolta dalle figlie Edmara Barbosa ed Edilene Barbosa. La regia principale è di José Luiz Villamarim, Rogério Gomes e Ricardo Waddington, coadiuvati da Fred Mayrink, André Felipe Binder e Pedro Vasconcelos.
Il cast principale di Cabocla comprende Vanessa Giacomo, Daniel de Oliveira, Tony Ramos, Patrícia Pillar, Malvino Salvador e Mauro Mendonça.
La telenovela è stata esportata in diversi Paesi, tra cui Cipro, Venezuela e Stati Uniti d'America. . Risulta inedita in Italia.